# Аллен, Рой
Сэр Рой Джордж Дуглас Аллен (англ. Roy George Douglas (R. G. D.) Allen; 3 июня 1906 — 29 сентября 1983) — английский экономист-математик и статистик, сторонник ординализма в рамках теории предельной полезности.

## Биография
Учился в Кембридже. Профессор статистики Лондонской школы экономики и политических наук Лондонского университета (1944—1973). Президент Эконометрического общества (1951). Член Британской академии (1952).